# Richard F. Lyon
Richard Francis Lyon (nacido en 1952) es un inventor, científico, e ingeniero estadounidense. Es una de las dos personas que inventó de manera independiente  los primeros dispositivos de ratón óptico  a finales 1980. Ha trabajado en muchos aspectos de señala procesar y era un cofundador de Foveon, Inc., una compañía de cámara digital y  de sensor de imagen.

## Educación y juventud
Lyon creció  en El Paso (Texas), siendo el tercero de nueve hijos. Su padre era un ingeniero  para  El Paso Compañía Eléctrica quién trajo en casa un temprano Fortran manual de programación antes de que los ordenadores se convirtiesen en objetos  comunes en las casas para animar a los miembros de su familia a explorar sus intereses en la electrónica.
Lyon asistió a Caltech para ganar una licenciatura en ingeniería eléctrica, graduándose en 1974. Mientras en Caltech, Lyon trabajó con Carver Aguamiel y John Pierce. Pasó un verano internado en Bell Labs, donde  desarrolló el hardware de procesamiento de señal digital para aplicaciones de audio. Él entonces se matriculó en el programa de licenciado en la Universidad de Stanford pretendiendo ganar un PhD, pero saliendo con una maestría en 1975 para trabajar en Silicon Valley.

## Carrera
Después de  Stanford, Lyon trabajó en Stanford Telecommunications, una pequeña empresa de creación en desarrollo de señal para satélites de navegación y sistemas de comunicación del transbordador espacial. Durante una visita de regreso a Caltech alrededor dos años y medio después de graduarse,  corrió a Carver Mead, quién estaba acogiendo a Ivan Sutherland y Bert Sutherland para desarrollar algunas colaboraciones entre Caltech y Xerox PARC y para desarrollar un departamento de informática. Lyon se unió a Xerox PARC en 1977 después de dar una entrevista por invitación de Bert Sutherland.
Lyon empezó trabajar en Xerox PARC con George White bajo órdenes de Lynn Conway para construir microchips personalizados para procesamiento digital de voz y filtrado digital. Dentro de un año, White se marcha para dirigir el laboratorio de costa del oeste del ITT División de Comunicaciones del Defensa en San Diego, dejando a Lyon a cargo del proyecto de reconocimiento del voz. Durante este periodo,  él tomó un curso en Stanford de procesamiento de información biológica y escribió su papel a plazo que perfila una aproximación para el reconocimiento de voz que utiliza un modelo de procesamiento de señales de audición. El papel se convirtió en la base  para su carrera en investigación auditiva.
En diciembre de1980, Lyon fue una de las dos personas que trabajaron independientemente  y que  inventó los primeros dispositivos de  ratón óptico. El diseño de Lyon implicó definir ubicación de pantalla que utiliza una adaptación de inhibición lateral óptica para conseguir una gama dinámica ancha.
A pesar de que varias personas en PARC habían rellenado propuestas de invención para un ratón óptico, ninguno de ellos había construido uno o propuesto una patente para uno. Un diseño significativamente diferente fue inventado en aproximadamente el mismo tiempo que el de Lyon por Steve Kirsch en MIT.
En 1981, Lyon era uno de los "Marty randoms" reclutados por Jay Martin Tenenbaum para entrar en la  Schlumberger Palo Alto Research. Allí,  dirigió el proyecto de reconocimiento de voz.
En 1988, Lyon movió al  Grupo de Tecnología Avanzada de Apple y dirigió el grupo de Sistemas de Percepción, donde  trabajó principalmente en procesamiento auditivo y de sonido. Durante este periodo  publicó un papel con Carver  que describe una cóclea analógica qué modeló la propagación de sonido en el oído interno y la conversión  
de energía acústica en representaciones neuronales. El papel recibió el Premio de Mejor Papel  de la Sociedad de Procesamiento de Señal de IEEE en 1990 y formó una fundación para el trabajo posterior aplicado  tales modelos a ayuda auditiva, implantes cocleares, y otros dispositivos de hardware de reconocimiento de voz. Con Malcolm Slaney,  desarrolló el "cochleagram" representación para la visualización y procesamiento de sonido para el análisis de escena auditivo computacional. Con Larry Yaeger, Brandyn Webb, y otros, también desarrolló el sistema Inkwell  de reconocimiento de letra para el Apple Newton.
Durante el periodo de disminución de Apple a finales de los noventa, alrededor de la mitad del Grupo de Tecnología Adelantado fue despedido como parte de reestructuración organizativa, incluyendo a Lyon y su equipo. Él empezó a trabajar con Carver Mead y Richard B. Merrill Para desarrollar la fotografía de color digital y cofundó Foveon como spinn-of organizaciones de Semiconductor Nacional y Synaptics. En Foveon, Lyon se convirtió en científico jefe y vicepresidente de investigación, y ayudó desarrollar una cámara de tres CCD y más tarde el Foveon X3 sensor, el cual colocó tres  fotodiodos apilados a un único chip – una alternativa innovadora a los enfoques más típicos de utilizar cualquier divisor de haz que parte con tres variedades de sensor o un esquema de mosaico espacial como Bayer mosaico de filtro. En 2005, Mead, Lyon, y Merrill recibieron la Medalla de Progreso de la Sociedad Fotográfica Real para el Foveon X3 sensor.
En 2006, Lyon regresó a la investigación corporativa, moviendose a Google después de haber brevemente considerando Yahoo. Su investigación en Google ha implicado la gestión  del desarrollo de la cámara para Google Street View y reconocimiento de sonido para varios productos de Google. Más recientemente, impartió un curso en 2010 en la Universidad de Stanford y escribió un libro, Human and Machine Hearing: Extracting Meaning from Sound, publicado en 2017.

## Invenciones e investigación
- Ratón óptico: Lyon era uno de dos personas quién independientemente inventó el primer ratón óptico dispositivos.[21] El otro era Steve Kirsch, quién independientemente inventó un tipo diferente de ratón óptico en MIT en aproximadamente el mismo tiempo. Ambos de ellos solicitaron patentes en sus esquemas a mediados de 1981, y cada uno recibió dos patentes de EE. UU. (ahora expirados).[22][23]
- GPS: Con James J. Spilker Y otros en Stanford Telecommunications, Lyon diseñó temprano prueba de Sistema de Posicionamiento Global transmisores.[24]
- Hardware de #ethernet: Con Gaetano Borriello y Alan G. Bell en Xerox PARC, Lyon inventó el primer dispositivo de Ethernet de chip único.[25][26]
- Memoria digital: Con Richard R. "Bic" Schediwy En Schlumberger, Lyon  trabajó temprano en CMOS semi-estático memoria y el diseñó más eficaz y grande descodificador de dirección CMOS .[27][28]
- Procesamiento auditivo: Lyon inventó un modelo coclear que está utilizado como la base de mucha investigación auditiva hoy en día.[29]
- Fotografía de color digital: Con Richard B. Merrill, Carver Aguamiel, y otros, Lyon inventó técnicas ópticas y  de circuito integrado que permite que las cámaras digitales  ser más densas y más cuidadosas.[30][31]
- Con Larry Yaeger y Brandyn Webb de Apple, Lyon desarrolló métodos para reconocimiento de letra que utiliza multilayer perceptrons y relaciona métodos.

## Premios y reconocimiento
- En 2003, Lyon estuvo elegido como un Socio de IEEE "para contribuciones a VLSI procesamiento de señal, modelos de oír, reconocimiento de letra, y fotografía de color electrónico".[32]
- En 2005, Lyon estuvo otorgado la Medalla de Progreso de la Sociedad Fotográfica Real, junto con Carver Aguamiel y Richard B. Merrill De Foveon, para el desarrollo del Foveon X3 sensor.[33]
- En 2005, Lyon devenía uno de las personas presentó en George Gilder  libro, El Ojo de Silicio, el cual cubrió el desarrollo del Foveon X3 sensor.[34]
- En 2010, Lyon estuvo nombrado un ACM Socio "para contribuciones a percepción de máquina y para la invención del ratón óptico."[35]
- En 2017, Lyon recibió el Premio de Innovación Industrial de la Sociedad de Procesamiento de Señal de IEEE "para contribuciones en circuitos integrados, cámaras, y procesamiento de audio".[36]

## Vida personal
Lyon Está casado con Margaret Asprey;  tienen dos hijos.